# Католицька церква в Непалі
Като́лицька це́рква в Непа́лі — друга християнська конфесія Непалу. Складова всесвітньої Католицької церкви, яку очолює на Землі римський папа. Керується конференцією єпископів. Станом на 2004 рік у країні нараховувалося близько 7000 католиків (0,03% від усього населення). Існувало 1 діоцезій, які об'єднували 42 церковних парафій.  Кількість  священиків — 49 (з них представники секулярного духовенства — 9, члени чернечих організацій — 40), постійних дияконів — 0, монахів — 56, монахинь — 115.